# Monte Verde
Monte Verde és un dels jaciments arqueològics americans més famosos dels pertanyents a la fase pre-clovis a Xile. La seva antiguitat ha estat reconeguda per la comunitat científica internacional; el 2004 fou proposat pel Govern xilè a la llista de la Unesco del Patrimoni de la Humanitat i el 2008 fou declarat Monument Històric Arqueològic de Xile.
El jaciment fou descobert en 1976 prop de Puerto Montt, a una cinquantena de km de la costa del Pacífic. Va ser excavat pel professor Tom Dillehay de la universitat de Kentucky. Les excel·lents condicions tafonòmiques (tafonomia) del jaciment, cobert per una torbera saturada d'aigua, li permeteren recuperar restes orgàniques de difícil conservació, ossos de mastodont i de camèlids, baies, i fins i tot patates, a més d'indústria lítica: choppers i bifaços (bifaç) alguns del tipus fulla de llorer. També fou recuperada una petjada de peu humà en l'argila propera a una foguera.
La datació radiocarbònica (carboni-14) indica que el jaciment fou freqüentat pels humans entre el -15 000 i el -12 500.
Una segona campanya d'excavacions a càrrec de Tom Dillehay a partir de 1997 han permès descobrir un segon jaciment datat al C14 entre -35 000 i -30 000 anys.